# Passiflora chocoensis
Passiflora chocoensis är en passionsblomsväxtart som beskrevs av Günter Gerlach och Torsten Ulmer 2000. Passiflora chocoensis ingår i släktet passionsblommor, och familjen passionsblomsväxter. Inga underarter finns listade i Catalogue of Life.